# Дрозд Антон Володимирович
Антон Володимирович Дрозд (нар. 6 серпня 2005, с. Скибівка, Полтавська область, Україна) — український футболіст, правий захисник донецького «Шахтаря».

## Клубна кар'єра
Народився в селі Скибівка, на Полтавщині. Футболом розпочав займатися в академії ФК «Полтава», у футболці якого в першій половині сезону 2018/19 років виступав у ДЮФЛУ. Наступного року перейшов до академії «Шахтаря», за яку також грав у ДЮФЛУ. Того ж року у складі команди U-14 «гірників» став чемпіоном України. На початку січня 2021 року переведений до команди U-19, у складі якої виступав у юнацькому чемпіонаті України. В Юнацькій лізі УЄФА дебютував 6 вересня 2022 року в переможному (2:0) виїзному поєдинку групи F проти «РБ Лейпцига». Антон вийшов на поле на 69-й хвилині замість Олександра Ющенка, а вже на 78-й хвилині відзначився гольовою передачею на Кирила Сігеєва. Першим голом у вище вказаному турнірі відзначився 27 листопада 2024 року на 75-й хвилині нічийного (1:1) виїзного поєдинку групового етапу проти ейндговенського ПСВ. Дрозд вийшов на поле в стартовому складі та відіграв увесь матч.

## Кар'єра в збірній
У футболці юнацької збірної України (U-19) дебютував 20 березня 2024 року в переможному (2:0) виїзному поєдинку групи B7 кваліфікації юнацького чемпіонату Європи (U-19) проти юнацької збірної Північної Македонії (U-19). Антон вийшов на поле в стартовому складі та відіграв увесь матч. Загалом у футболці збірної U-19 провів 3 поєдинки. У 2024 році разом зі збірної України дійшов до півфіналу юнацького чемпіонату Європи (U-19). На вище вказаному турнірі виходив на поле в одному поєдинку.
У середині березня 2025 року отримав дебютний виклик від Дмитра Михайленка до юнацької збірної України (U-20). У футболці юнацької збірної вище вказаної вікової категорії дебютував 22 березня 2025 року в переможному (1:0) товариському домашнього поєдинку проти молодіжної збірної Північної Ірландії. Антон вийшов на поле на 46-й хвилині замість Олексія Гусєва.

## Стиль гри
Офіційний сайт ФК «Шахтар» (Донецьк) так охарактеризував стиль гри Антона Дрозда:
|                                        | Грає на позиції правого захисника. Має гарну антропометрію, відмінно грає корпусом, а також вирізняється високим рівнем лідерських і бійцівських якостей. |
| — Офіційний сайт ФК «Шахтар» (Донецьк) | |